# Maria Teresa od św. Józefa
Maria Teresa od św. Józefa (ur. 19 czerwca 1855 w Sądowie, zm. 20 września 1938 w Sittard) – błogosławiona Kościoła katolickiego.
Wspomnienie błogosławionej przypada 30 października.

## Życiorys
Anna Maria urodziła się 19 czerwca w 1855 r. w dawnej niemieckiej miejscowości Sandow. Z pochodzenia była Niemką, jej ojciec Herman był luterańskim pastorem, miała dwie siostry.
Rodzina Anny Marii przeprowadzała się kilka razy. Kiedy po przeniesieniu do Berlina dziewczyna podupadła na zdrowiu, została wysłana wraz ze swoją siostrą do rodziny matki na wieś. Tam poznała katolicyzm, który zaczęła zgłębiać. Ojciec zaproponował jej przyjęcie sakramentu konfirmacji, jednak dziewczyna odmówiła, gdyż stwierdziła, że bardziej utożsamia się z Kościołem katolickim. Po śmierci matki Anna Maria prowadziła dom i pomagała swojemu ojcu. Przeprowadziła się do Kolonii po tym, jak ten ponownie się ożenił. Kobieta została dyrektorką domu dla upośledzonych i chorych psychicznie. W wieku 33 lat przeszła na katolicyzm, pomimo sprzeciwu ojca. Przyjęła chrzest w kościele Świętych Apostołów w Kolonii.
Po trzech latach od tych wydarzeń w 1906 r. założyła zgromadzenie zakonne, przyjmując imię zakonne Maria Teresa od św. Józefa. Wspólnota przyjęła nazwę Zgromadzenie Sióstr Karmelitanek Boskiego Serca Jezusa. Zajmowała się opieką nad biednymi oraz dziećmi. Okres kulturkampfu panujący w Prusach zmusił s. Marię Teresę do przeniesienia domu zgromadzenia do Rocca di Papa niedaleko Rzymu. Nowicjat powstał natomiast w Sittard na terenie Holandii.
Zmarła 20 września 1938 r., mając 83 lata.
Została beatyfikowana przez papieża Benedykta XVI w dniu 13 maja 2006.